# Alea (Vorname)
Alea ist ein weiblicher Vorname.

## Herkunft und Bedeutung
Für den Namen Alea kommen verschiedene Herleitungen in Frage.
- Alea [ə.ˈliː.ə] ist eine englische Variante des arabischen Mädchennamens عالية ʿaalīyah[1][2]
- Alea ist eine deutsche Variante Koseform von Eulalia[2][3]
- Alea ist eine friesische Variante von Ale[2]
  - Kurzform verschiedener Namen, die mit Al- beginnen[4]
  - Koseform von Aila[5]
  - Kurzform verschiedener Namen mit dem Element adal „edel“, „vornehm“[6][5][3]
- Alea ist eine manx-gälische Variante von Ally[3]

## Verbreitung
In der Schweiz erreichte der Name Alea im Jahr 2011 erstmals die Top-100 der Vornamenscharts. Im darauffolgenden Jahr verließ er sie wieder, zählt jedoch seit 2013 ununterbrochen zu den 100 meistgewählten Mädchennamen des Landes. Mit Rang 43 erreichte er im Jahr 2021 seine bislang einzige Platzierung in der Top-50. Zuletzt stand er auf Rang 61 der Hitliste (Stand 2022).
Der Name Alea ist in Deutschland seit den 2000er Jahren geläufig. Nach einem kurzen Höhepunkt der Popularität im Jahr 2005 sank diese wieder, nahm anschließend jedoch wieder zu, bis sich der Name unter den 150 meistgewählten Mädchennamen etablierte. Die Top-100 der Vornamenscharts konnte der Name jedoch nicht erreichen. Im Jahr 2023 stand Alea auf Rang 116 der Vornamenscharts.

## Namensträger
- Alea Sophia Boudodimos (* 1999), deutsche Schauspielerin indischer Herkunft
- Aléa Torik (* 1983), rumäniendeutsche Kunstfigur